# Lag
Lag (englisch Verzögerung) ist eine erhöhte Verzögerungszeit in Computernetzwerken und Telefonanlagen. Diese tritt meist bei Problemen mit einer Server-Client-Verbindung auf, wenn Datenpakete zwischen den Teilnehmern einer solchen Verbindung unerwartet lange Zeit benötigen, um ihr Ziel zu erreichen.
Streng genommen ist jedes übertragene Datenpaket von einer Verzögerung betroffen, da aufgrund physischer Einschränkungen eine verzögerungslose Übertragungszeit nicht möglich ist. Von einem „Lag“ spricht man aber erst dann, wenn eine über die durchschnittliche Latenzzeit hinaus wahrnehmbare Verzögerung eintritt.

## Lags in Computernetzwerken
Das Wort ist als Teil des Netzjargons besonders unter Server-Administratoren, Chattern und Onlinespielern verbreitet.

### Online-Spiele
Besonders bei Anwendungen, bei denen die Reaktionszeit der Gegenstelle besonders wichtig für den korrekten Ablauf ist, wie zum Beispiel bei Taktik-Shootern, ist ein „Lag“ besonders störend. So kann es zum Beispiel bei einer Verzögerung von etwa 100 ms passieren, dass innerhalb eines Computerspiels ein fremder Spieler an einer Stelle gezeigt wird, an der sich dieser nicht mehr befindet, weil der Client noch nicht mit den aktuellen Daten versorgt wurde. Man spricht dann von einem „schlechten Ping“. Bei Onlineshootern kommt es in diesem Fall dazu, dass Spieler sich scheinbar ruckartig bewegen oder getätigte Schüsse ins Leere gehen.
Als „Lag“ wird auch oft fälschlicherweise die niedrige Bildrate (FPS) eines Computerspiels bezeichnet, die sich als Ruckeln darstellt. Der eigentliche Grund hierfür ist jedoch die nicht den Anforderungen des Spiels entsprechende Leistungsfähigkeit des Computers. Bei einem „echten Lag“ ist die Darstellung der Umgebung weiterhin flüssig. Nur bei einigen alten Computerspielen, die auf DirectPlay basieren (oder keine Threads verwenden), hängt die Bildrate tatsächlich von der Ping-Zeit ab (zum Beispiel Grand Theft Auto 2). Dies ist insbesondere dann der Fall, wenn Spiele nur zum Spielen im lokalen Netzwerk (LAN) gedacht sind und mittels einer VPN-Software wie LogMeIn Hamachi über das Internet gespielt werden.

#### Ursache
Meist entstehen „Lags“ durch Überlastung einzelner Teile einer Netzwerk-Verbindung. Die Überlastung kann eintreten, wenn mehr Daten angefordert werden, als die im Netzwerk zur Verfügung gestellte Bandbreite übertragen kann. Ein Lag kann aber auch bedingt durch Leitungsschäden oder zu hoher Systemauslastung von Server oder Client entstehen. 
Oft treten große Verzögerungen und Paketverluste im Netzwerk gleichzeitig auf.

### Online-Chat
Eine in einem Chat eingegebene Nachricht kann aufgrund eines „Lags“ verzögert beim Empfänger ankommen. Besonders bei Unterhaltungen, die eine hohe Frequenz an neuen Nachrichten aufweisen, können so leicht Missverständnisse unter den Gesprächspartnern entstehen.

## Lags in der Telekommunikation
Als Lag bezeichnete Verzögerungen bei der Übertragung von Daten treten ebenso bei Telefonnetzen und in Radarsystemen auf. So benötigt ein Funksignal ca. 5 µs für jeden zurückgelegten Kilometer.